# Río Thérain
El río Thérain es un río de Francia, afluente del Oise, con 94.4 km de largo.  Discurre entre Saint-Michel-d'Halescourt y Grumesnil en Sena Marítimo, a 175 m de altura. Fluye generalmente hacia el sureste y pasa por Songeons, Milly-sur-Thérain, Beauvais, Hermes y Mouy, y se une al Oise en Creil.
Su valle, próximo al área metropolitana de París, ha sido una zona altamente industrializada y poblada, y Beauvais se encuentra al pie de colinas boscosas en la margen izquierda del Thérain en su confluencia con el Avelon.

## Afluentes
- Ruisseau d'Hardouins
- Le Tahier
- Ruisseau de Wambez
- Le Petit Thérain
- L'Avelon
- Rivière de Saint-Quentin
- Rivière de Saint-Just
- La Liovette
- Le Wage
- Ru de Berneuil
- Fosse d'Orgueil
- La Laversines
- La Trye
- Le Sillet
- Ru de la Maladrerie
- Ru de Lombardie
- Le Moineau
- Fossé l'Evêque
- El Ruisseau de Saint-Claude
- Le Ruisseau de Cires
- Le Ruisseau de Flandre